# Oxydactyla
Genre
Oxydactyla est un genre d'amphibiens de la famille des Microhylidae.

## Répartition
Ce genre regroupe cinq espèces endémiques de Nouvelle-Guinée.

## Liste des espèces
Selon Amphibian Species of the World (15 octobre 2013) :
- Oxydactyla alpestris Zweifel, 2000
- Oxydactyla brevicrus Van Kampen, 1913
- Oxydactyla coggeri Zweifel, 2000
- Oxydactyla crassa (Zweifel, 1956)
- Oxydactyla stenodactyla Zweifel, 2000

## Publication originale
- Van Kampen, 1913 : Amphibian, gesammelt von der Niederländischen Süd Neu-Guinea-Expedition von 1909-10. Nova Guinea, vol. 9, p. 453-465 (texte intégral).